# سليمان الحمدان
سليمان بن عبد الله الحمدان وزير الخدمة المدنية في السعودية سابقاً، كان قبلها وزير للنقل ليتم تعيينه وزير للخدمة المدنية في أكتوبر 2017. وكان قبلها يشغل منصب رئيس الهيئة العامة للطيران المدني. وقبل ذلك الرئيس التنفيذي السابق لمجموعة ناس القابضة.

## التعليم
حصل الحمدان في عام 1985م على درجة الماجستير في إدارة الأعمال متخصصاً في الإدارة والتنظيم، والتسويق من جامعة نيوهيفن، بولاية كونيتيكت الأميركية. كما حصل على درجة البكالوريوس في العلوم الإدارية عام 1979م من كلية التجارة بجامعة الملك سعود. والتحق بعدة برامج ودورات تدريبية مثل: برنامج الإدارة المتقدمة بجامعة هارفورد، برنامج انسياد للإدارة الاستراتيجية، وإدارة الموارد البشرية من جامعة بنسلفانيا.

## الحياة العملية
- وزير النقل السعودي.
- رئيس الهيئة العامة للطيران المدني.
- رئيس مجموعة ناس القابضة، ورئيسها التنفيذي.
- رئيس مجلس هيئة النقل العام.
- رئيس المؤسسة العامة، والشركة العامة للخطوط الحديدية.
- رئيس المؤسسة العامة للموانئ.
- وزير الخدمة المدنية من 13 محرم 1439 هـ /03 أكتوبر 2017 وحتى 1 رجب 1441هـ/25 فبراير 2020م، إذ أُعفي من منصبه بالأمر الملكي رقم (أ / 453) القاضي بضم وزارة «الخدمة المدنية» إلى وزارة «العمل والتنمية الاجتماعية» وتعديل اسمها ليكون «وزارة الموارد البشرية والتنمية الاجتماعية».[5]

## العضويات
- عضو الهيئة الاستشارية للمجلس الاقتصادي الأعلى.

- عضو مجلس إدارة شركة ناس القابضة.
- عضو مجلس إدارة بنك الخليج الدولي في البحرين.
- عضو اللجنة الاستشارية بكلية الإدارة الصناعية بجامعة الملك فهد للبترول والمعادن.
- عضو مجلس إدارة جمعية الشرق الأوسط لطيران رجال الأعمال.
- عضو في مجلس إدارة الشركة الأهلية للتأمين.
- عضو مجلس إدارة شركة الشرق الأوسط للكابلات المتخصصة «مسك»
- عضو في مجلس إدارة الشركة السعودية للنقل الجماعي (سابتكو)
- عضو في مجلس الأمناء في جامعة اليمامة.[4]